# Бзыпын
Бзы́пын (Бзыбская Абхазия) (абх. Бзыԥын, Бзыԥны; груз. ზუფუ, Зу́пу) — одна из семи исторических областей Абхазии, о которой напоминает одна из семи звёзд на Флаге Республики Абхазия.

## Расположение
Расположена на территории современных Гагрского и Гудаутского района Абхазии, между Гагрской тесниной и рекой Гумиста.

## История
Территория до Бзыби исторически была включена в состав Зихии, что в грузинских источниках соответствовало Джикети, которая грузинскими царями не воспринималась как территория Абхазии и, соответственно, не была подвластной картвелам. В культурном и языковом плане этот регион до 19 века был убыхско-садзским, но с тех пор, как Абхазия и Грузия были включены в состав Российской империи, абхазские князья, в особенности род Маршан, имеющий мегрело-сванское происхождение, стали продвигаться севернее Бзоу, захватив часть убыхских территорий и ассимилировав садзов, которые ныне считают себя абхазами и разговаривают на бзыбском абхазском. В то же время историческая Абазгия соответствует территориям южнее р. Бзыбь вплоть до р. Гумиста.
Получила своё название по имени реки Бзып — Бзыԥ + локативный суффикс -ын. Бзып (старинное название Бзыфь), в свою очередь, является убыхским и содержит бзы («река», «вода») + -ф (от фацIъа «нос», «конец»), то есть «устье реки».

## Исторический центр
Столицей Бзыпын являлось село Лыхны.